# Lekkoatletyka na Letnich Igrzyskach Olimpijskich 1992 – skok o tyczce mężczyzn
Skok o tyczce mężczyzn podczas XXV Letnich Igrzysk Olimpijskich w Barcelonie rozegrano 5 (kwalifikacje) i 7 sierpnia 1992 (finał) na  Estadi Olímpic de Montjuïc. Zwycięzcą został reprezentant Wspólnoty Niepodległych Państw Maksim Tarasow.

## Rekordy

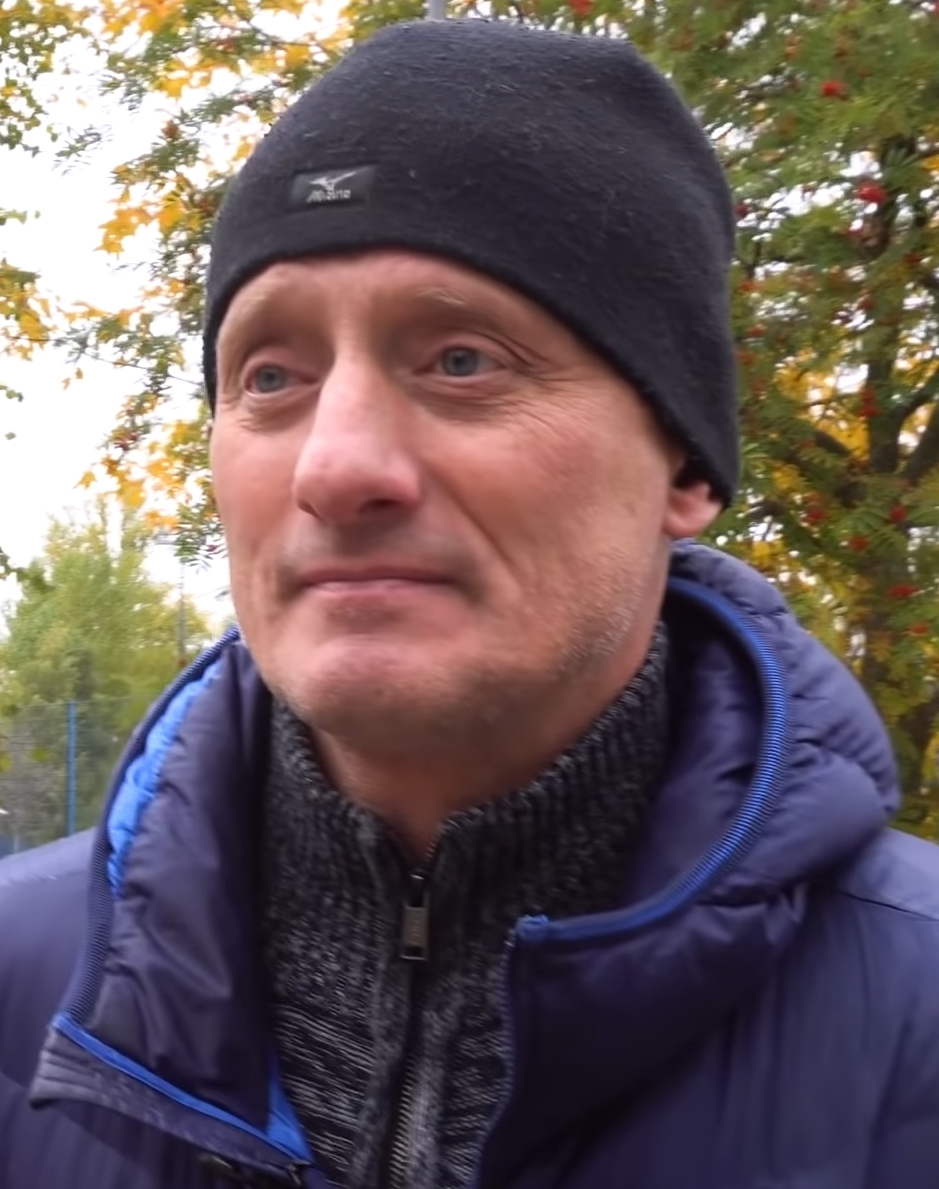
Igor Trandienkow

|                   | Zawodnik     | Narodowość | Wynik | Data                  | Miejsce |
| ----------------- | ------------ | ---------- | ----- | --------------------- | ------- |
| Rekord świata     | Serhij Bubka | WNP        | 6,11  | 13 czerwca 1992(dts)  | Dijon   |
| Rekord olimpijski | Serhij Bubka | ZSRR       | 5,90  | 28 września 1980(dts) | Seul    |

## Wyniki
| Poz. - pozycja |
| – rekord świata \| – rekord krajowy \| – rekord życiowy \| = – wyrównany rekord życiowy \| · – najlepszy wynik w sezonie \| = – wyrównany najlepszy wynik w sezonie \| – rekord olimpijski |
| Fn – falstart \| DNF – nie ukończył \| DNS – nie wystartował \| DSQ – zdyskwalifikowany |

### Kwalifikacje
Do finału awansowali zawodnicy, którzy osiągnęli minimum 5,60 m (Q), względnie 12 najlepszych (gdyby mniej niż 12 zawodników osiągnęło minimum). Skoczkowie startowali w dwóch grupach (A i B).
| Poz. | Grupa | Zawodnik             | Reprezentacja     | 4,80 | 5,00 | 5,20 | 5,30 | 5,40 | 5,50 | 5,55 | 5,60 | Wynik | Uwagi |
| ---- | ----- | -------------------- | ----------------- | ---- | ---- | ---- | ---- | ---- | ---- | ---- | ---- | ----- | ----- |
| 1.   | A     | Serhij Bubka         | WNP               | –    | –    | –    | –    | –    | –    | –    | o    | 5,60  | Q     |
| 1.   | B     | Maksim Tarasow       | WNP               | –    | –    | –    | –    | –    | o    |      | o    | 5,60  | Q     |
| 3.   | B     | Danny Krasnov        | Izrael            | –    | –    | –    | –    | xo   | o    | xo   | o    | 5,60  | Q     |
| 4.   | B     | Tim Bright           | Stany Zjednoczone | –    | –    | –    | –    | o    | o    | –    | xo   | 5,60  | Q     |
| 5.   | A     | Kory Tarpenning      | Stany Zjednoczone | –    | –    | –    | –    | xo   | xo   | –    | xo   | 5,60  | Q     |
| 6.   | B     | Igor Trandienkow     | WNP               | –    | –    | –    | –    | –    | xo   | –    | o    | 5,60  | Q     |
| 7.   | B     | Javier García        | Hiszpania         | –    | –    | –    | –    | o    | xo   | xo   | x–   | 5,55  | q     |
| 7.   | A     | Alberto Ruiz         | Hiszpania         | –    | –    | o    | –    | o    | xo   | xo   | xxx  | 5,55  | q     |
| 9.   | B     | István Bagyula       | Węgry             | –    | –    | o    | o    | xo   | xo   | xo   | xxx  | 5,55  | q     |
| 9.   | B     | Asko Peltoniemi      | Finlandia         | –    | –    | –    | –    | xo   | xo   | xo   | x–   | 5,55  | q     |
| 11.  | A     | Dave Volz            | Stany Zjednoczone | –    | –    | –    | –    | o    | xo   | xxo  | xxx  | 5,55  | q     |
| 12.  | B     | Philippe Collet      | Francja           | –    | –    | –    | –    | xo   | xo   | xxo  | x–   | 5,55  | q     |
| 13.  | A     | Jean Galfione        | Francja           | –    | –    | –    | –    | o    | o    | –    | xxx  | 5,50  |       |
| 14.  | A     | Philippe d’Encausse  | Francja           | –    | –    | –    | –    | xo   | o    | –'   | xxx  | 5,50  |       |
| 14.  | A     | Jani Lehtonen        | Finlandia         | –    | –    | –    | –    | xo   | o    | –    | xxx  | 5,50  |       |
| 16.  | A     | Galin Nikow          | Bułgaria          | –    | –    | –    | o    | –    | xo   | –    | xxx  | 5,50  |       |
| 17.  | A     | Valeri Bukrejev      | Estonia           | –    | –    | –    | –    | o    | xxo  | xxx  |      | 5,50  |       |
| 18.  | B     | Edgar Díaz           | Portoryko         | –    | –    | xxo  | –    | xo   | xxo  | xxx  |      | 5,50  |       |
| 19.  | A     | Daniel Martí         | Hiszpania         | –    | –    | o    | –    | xo   | xxx  |      |      | 5,40  |       |
| 20.  | B     | Andrea Pegoraro      | Włochy            | –    | –    | xo   | –    | xxo  | xxx  |      |      | 5,40  |       |
| 21.  | A     | Peter Widén          | Szwecja           | –    | –    | –    | xxo  | xxo  | xxx  |      |      | 5,40  |       |
| 22.  | B     | Simon Arkell         | Australia         | –    | –    | –    | o    | –    | xxx  |      |      | 5,30  |       |
| 23.  | B     | Christos Pallakis    | Grecja            | –    | xo   | o    | xxo  | xxx  |      |      |      | 5,30  |       |
| 24.  | A     | Kersley Gardenne     | Mauritius         | o    | o    | o    | xxx  |      |      |      |      | 5,20  |       |
| 24.  | A     | Douglas Wood         | Kanada            | –    | –    | o    | –    | xxx  |      |      |      | 5,20  |       |
| 26.  | A     | Mike Edwards         | Wielka Brytania   | –    | –    | xo   | xxx  |      |      |      |      | 5,20  |       |
| 26.  | B     | Fotis Stefani        | Cypr              | –    | o    | xo   | xxx  |      |      |      |      | 5,20  |       |
| 28.  | A     | Edward Lasquete      | Filipiny          | xxo  | o    | xxx  |      |      |      |      |      | 5,00  |       |
| 29.  | A     | Nuno Fernandes       | Portugalia        | xxo  | xo   | xxx  |      |      |      |      |      | 5,00  |       |
| –    | A     | Paul Gibbons         | Nowa Zelandia     | –    | xxx  |      |      |      |      |      |      | NM    |       |
| –    | A     | Kim Chul-kyun        | Korea Południowa  | –    | –    | xxx  |      |      |      |      |      | NM    |       |
| –    | B     | Aleksandrs Obižajevs | Łotwa             | –    | –    | –    | –    | –    | xxx  |      |      | NM    |       |
| –    | B     | Tómas Riether        | Chile             | –    | xxx  |      |      |      |      |      |      | NM    |       |
| –    | B     | Hiroyuki Sano        | Japonia           | –    | –    | xxx  |      |      |      |      |      | NM    |       |
| –    | A     | Hermann Fehringer    | Austria           |      |      |      |      |      |      |      |      | DNS   |       |

### Finał
| Poz. | Zawodnik         | Reprezentacja     | 5,20 | 5,30 | 5,40 | 5,50 | 5,55 | 5,60 | 5,65 | 5,70 | 5,75 | 5,80 | 5,85 | 5,90 | Wynik | Uwagi |
| ---- | ---------------- | ----------------- | ---- | ---- | ---- | ---- | ---- | ---- | ---- | ---- | ---- | ---- | ---- | ---- | ----- | ----- |
| 1.   | Maksim Tarasow   | WNP               | –    | –    | –    | –    | –    | o    | –    | –    | –    | o    | –    | xxx  | 5,80  |       |
| 2.   | Igor Trandienkow | WNP               | –    | –    | –    | o    | –    | –    | –    | o    | –    | xxo  | –    | xxx  | 5,80  |       |
| 3.   | Javier García    | Hiszpania         | –    | –    | o    | –    | –    | o    | –    | o    | xo   | xxx  |      |      | 5,75  | =     |
| 4.   | Kory Tarpenning  | Stany Zjednoczone | –    | –    | –    | –    | –    | o    | –    | –    | xxo  | xxx  |      |      | 5,75  |       |
| 5.   | Dave Volz        | Stany Zjednoczone | –    | –    | –    | xo   | –    | –    | o    | –    | xxx  |      |      |      | 5,65  |       |
| 6.   | Asko Peltoniemi  | Finlandia         | –    | –    | xxo  | –    | –    | xo   | –    | x–   | xx   |      |      |      | 5,60  |       |
| 7.   | Philippe Collet  | Francja           | –    | –    | –    | –    | o    | –    | –    | xxx  |      |      |      |      | 5,55  |       |
| 8.   | Danny Krasnov    | Izrael            | –    | –    | xo   | xxx  |      |      |      |      |      |      |      |      | 5,40  |       |
| 9.   | István Bagyula   | Węgry             | xxo  | o    | xxx  |      |      |      |      |      |      |      |      |      | 5,30  |       |
| 10.  | Alberto Ruiz     | Hiszpania         | –    | xxo  | –    | xxx  |      |      |      |      |      |      |      |      | 5,30  |       |
| –    | Tim Bright       | Stany Zjednoczone | –    | –    | –    | –    | –    | xxx  |      |      |      |      |      |      | NM    |       |
| –    | Serhij Bubka     | WNP               | –    | –    | –    | –    | –    | –    | –    | xx–  | x    |      |      |      | NM    |       |